# Crisis nerviosa
Los términos crisis nerviosa, colapso mental y hundimiento mental se utilizan informalmente para describir un ataque de enfermedad mental repentino y agudo como depresión o ansiedad. Cuando se usa en un discurso social, los términos a menudo tienen connotaciones peyorativas. Una crisis nerviosa, en las condiciones necesarias, puede parecer tanto en personas con trastorno mental como en personas sanas. En términos generales, puede durar un par de minutos, horas, días e incluso semanas.

## Causas
Algunas causas de crisis nerviosas son: 
- Duelo psicológico crónico y/o sin resolver
- Dolencias nuevas o crónicas
- Desempleo
- Problemas académicos
- Síndrome de burnout
- Estrés social
- Identidad sexual
- Trauma post-bélico
- Insomnio crónico u otros desórdenes del sueño
- Enfermedad seria o crónica de un pariente, de un conocido o de uno mismo
- Divorcio o separación
- Muerte de un miembro de la familia
- Embarazo
- Experiencias traumáticas, violentas o cercanas a la muerte
- Desengaño amoroso
- Desorden de identificación de género sin resolver
- Agresión de parte de algún miembro de la familia

Una inesperada y extrema llegada de las siguientes enfermedades mentales puede ser clasificada como crisis:
- Depresión
- Esquizofrenia paranoide
- Trastorno bipolar
- Psicosis
- Disociación
- Trastorno por estrés postraumático
- Estrés
- Ansiedad
- Obsesión
- Ira